# Liste der Biografien/Jua
Liste der Biografien |
Portal Biografien |
Personensuche
# |
A |
B |
C |
D |
E |
F |
G |
H |
I |
J |
K |
L |
M |
N |
O |
P |
Q |
R |
S |
T |
U |
V |
W |
X |
Y |
Z |
?
 
Ja |
Jb |
Jd |
Je |
Jh |
Ji |
Jj |
Jl |
Jn |
Jm |
Jo |
Jp |
Jr |
Js |
Jt |
Ju |
Jv |
Jw |
Jy
 
Jua |
Jub |
Juc |
Jud |
Jue |
Juf |
Jug |
Juh |
Jui |
Juj |
Juk |
Jul |
Jum |
Jun |
Juo |
Jup |
Jur |
Jus |
Jut |
Juu |
Juv |
Juw |
Jux |
Juy |
Juz
Die Liste der Biografien führt alle Personen auf, die in der deutschsprachigen Wikipedia einen Artikel haben. Dieses ist eine Teilliste mit 58 Einträgen von Personen, deren Namen mit den Buchstaben „Jua“ beginnt.

## Jua
- Jua, Augustine Ngom (1924–1977), kamerunischer Premierminister (Britisch-Kamerun)

### Juan
- Juan (* 1979), brasilianischer Fußballspieler
- Juan Alano (* 1996), brasilianischer Fußballspieler
- Juan Arbó, Sebastià (1902–1984), katalanischer Schriftsteller
- Juan Carlos de Borbón (1822–1887), Graf von Montizón, spanischer Thronprätendent
- Juan Carlos I. (* 1938), spanischer Adeliger, König von SpanienJuan Carlos I. (* 1938)

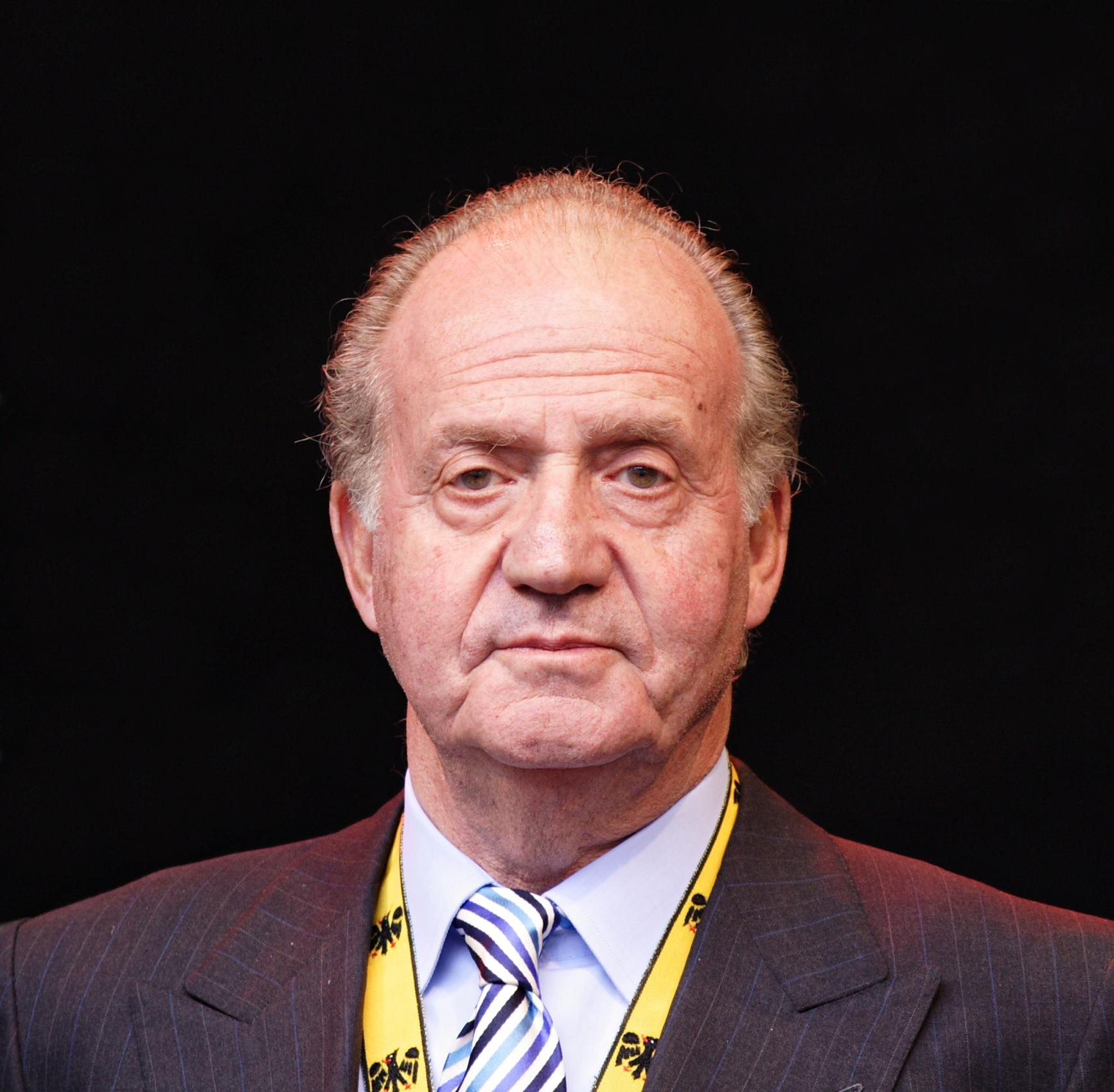
Juan Carlos I. (* 1938)

- Juan de Austria (1547–1578), Befehlshaber der spanischen Flotte und Statthalter der habsburgischen Niederlande
- Juan de Ávila († 1569), spanischer Prediger und Heiliger
- Juan de Borgoña, spanischer Maler der Renaissance
- Juan de Flandes († 1519), niederländischer Maler der Renaissance
- Juan de Prado, spanischer Arzt und Philosoph
- Juan de Quintanaortuño († 1163), spanischer Heiliger und Brückenbauer
- Juan de Segovia († 1458), spanischer Theologe, Vertreter des Konziliarismus auf dem Basler Konzil
- Juan Fernandez de Andeiro (1320–1383), Adliger in Galicien
- Juan Gallach, Marina de (* 1993), spanische Squashspielerin
- Juan Gil de Zámora, spanischer Franziskaner und Gelehrter
- Juan José de Austria (1629–1679), spanischer Heerführer und Staatsmann
- Juan Manuel (1282–1348), kastilischer Staatsmann und Schriftsteller
- Juan, Estefanía (* 1981), spanische Gewichtheberin
- Juan, Jorge (1713–1773), spanischer Seeman und Offizier, Mathematiker, Naturwissenschaftler, Astronom, Ingenieur und Pädagoge
- Juana Chaos, Iñaki de (* 1955), spanischer ETA-Terrorist
- Juana Enríquez (1425–1468), kastilische Adlige, Königin der Königreiche der Krone Aragon
- Juana, Eduardo de (* 1951), spanischer Ornithologe, Naturschützer und Sachbuchautor
- Juanan (* 1987), spanischer Fußballspieler
- Juanda, John (* 1971), US-amerikanisch-indonesischer Pokerspieler
- Juande (* 1999), spanischer Fußballspieler
- Juanele (* 1971), spanischer Fußballspieler
- Juanes (* 1972), kolumbianischer Sänger, Songschreiber und GitarristJuanes (* 1972)

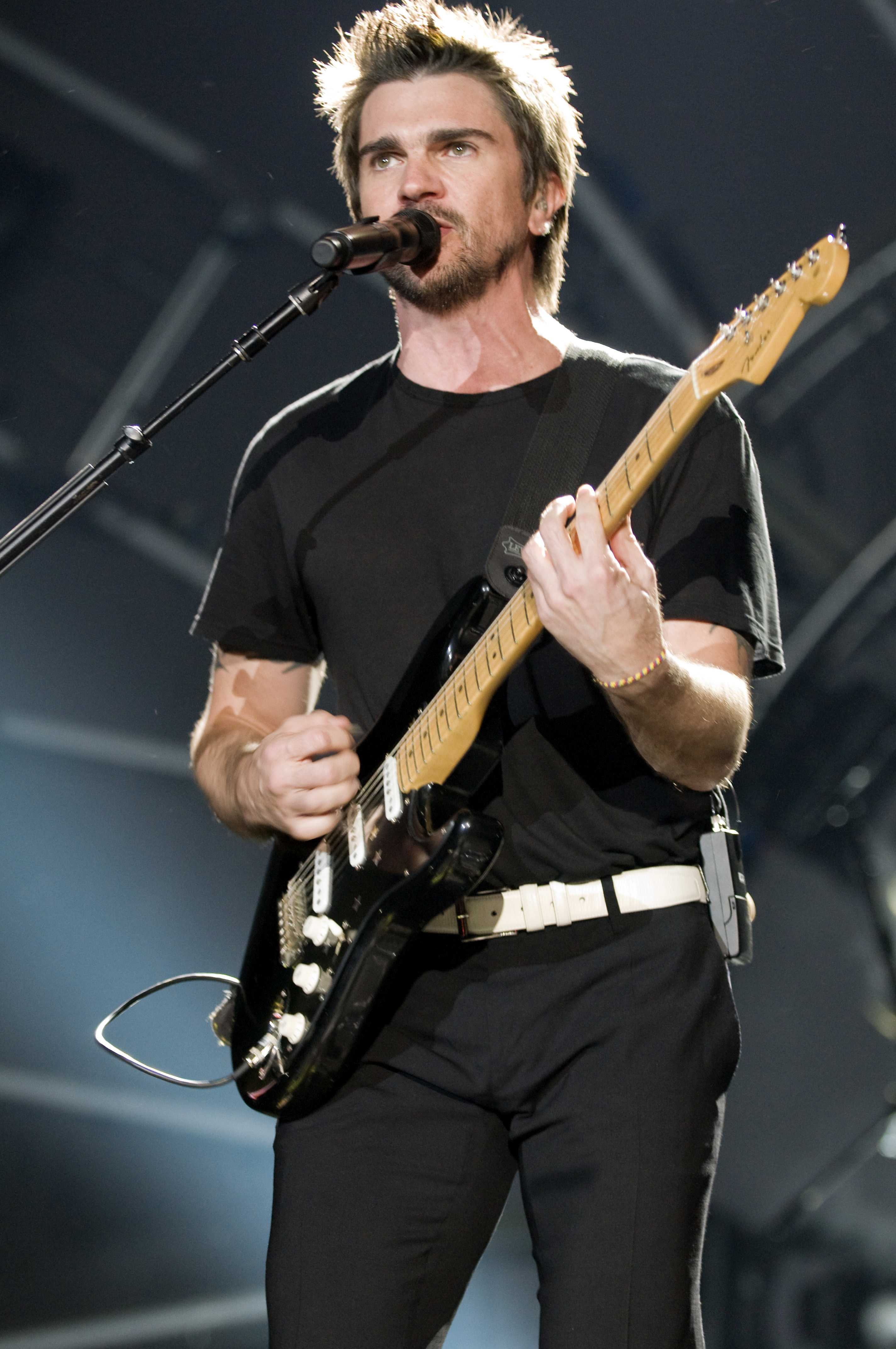
Juanes (* 1972)

- Juanfran (* 1976), spanischer Fußballspieler
- Juanfran (* 1985), spanischer Fußballspieler
- Juanfran (* 1988), spanischer Fußballspieler
- Juanico, Lucien (1923–2020), französischer Jazz- und Unterhaltungsmusiker (Trompete)
- Juanico, Régis (* 1972), französischer Politiker, Mitglied der Nationalversammlung
- Juanita, Menschenopfer der Inkas an den Berg Ampato
- Juanito (1954–1992), spanischer Fußballspieler
- Juanito (* 1976), spanischer Fußballspieler und -trainer
- Juanito (* 1980), spanischer Fußballspieler
- Juanma (* 1981), spanischer Fußballspieler
- Juanmi (* 1993), spanischer Fußballspieler
- Juanta, Ezra, philippinisch-australischer Schauspieler und Puppenspieler
- Juantorena, Alberto (* 1950), kubanischer Leichtathlet

### Juar
- Juárez Celman, Miguel (1844–1909), argentinischer Politiker
- Juárez Meléndez, Juan Pedro (* 1951), mexikanischer Geistlicher, römisch-katholischer Bischof von Tula
- Juárez Párraga, Jesús (* 1943), spanischer Ordensgeistlicher, emeritierter römisch-katholischer Erzbischof von Sucre
- Juárez Sacasa, Gregorio (1800–1879), nicaraguanischer Politiker und (vom 19. Oktober bis 15. November 1857) Mitglied der Regierungsjunta
- Juárez, Agustín (* 1943), mexikanischer Radrennfahrer
- Juárez, Benito (1806–1872), Präsident von MexikoBenito Juárez (1806–1872)

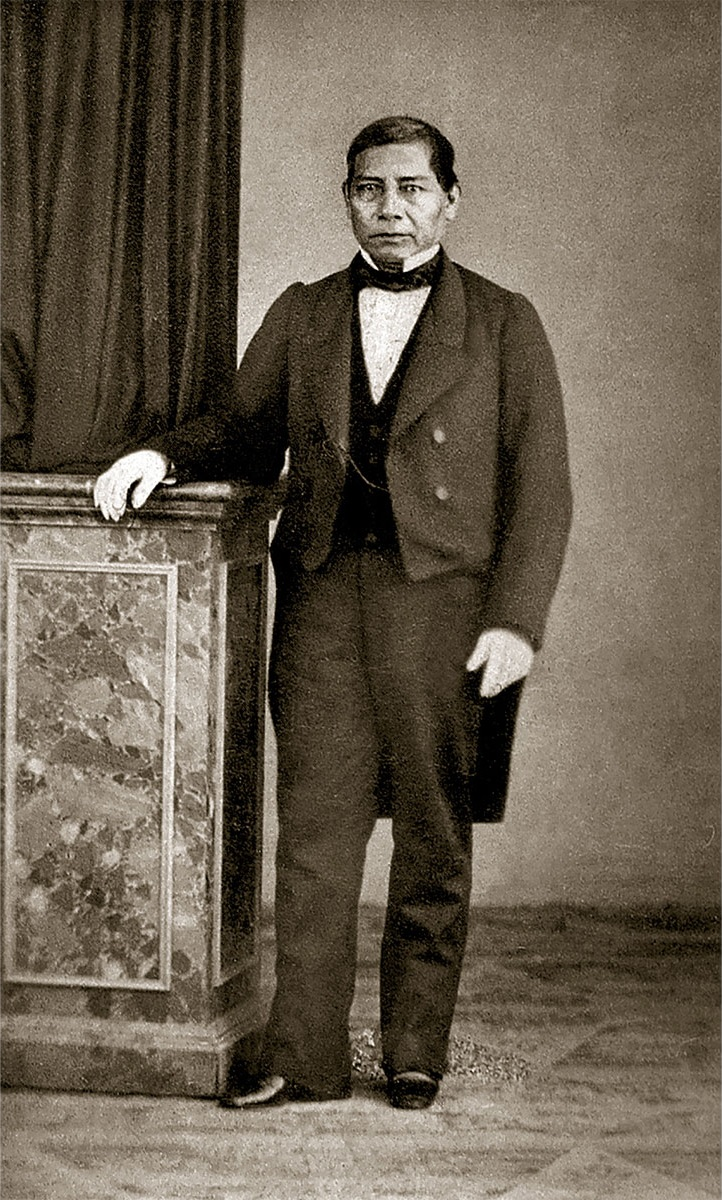
Benito Juárez (1806–1872)

- Juárez, Carlos Alberto (* 1972), argentinisch-ecuadorianischer Fußballspieler
- Juárez, Carlos Arturo (1916–2010), argentinischer Politiker, fünffacher Gouverneur der Provinz Santiago del Estero
- Juárez, Efraín (* 1988), mexikanischer Fußballspieler
- Juárez, Elio (* 1942), uruguayischer Radrennfahrer
- Juárez, Manolo (1937–2020), argentinischer Komponist und Musikpädagoge
- Juárez, Mario (* 1964), mexikanischer Fußballspieler
- Juárez, Miguel Ángel (1955–2019), argentinischer Fußballspieler
- Juarez, Rocky (* 1980), US-amerikanischer Boxer
- Juárez, Rubén (1947–2010), argentinischer Sänger, Bandoneonist und Komponist der Tangomusik
- Juaristi, Josu (* 1964), spanischer Politiker
- Juarroz, Roberto (1925–1995), argentinischer Schriftsteller